# Apamea purpurascens
Apamea purpurascens là một loài bướm đêm trong họ Noctuidae.